# Kobeliarovo
Kobeliarovo é um município da Eslováquia, situado no distrito de Rožňava, na região de Košice. Tem 12,03 km² de área e sua população em 2018 foi estimada em 534 habitantes.

## Demografia
| Ano:        | 1994 | 2004   | 2014   | 2024    |
| ----------- | ---- | ------ | ------ | ------- |
| Broj ljudi: | 421  | 433    | 457    | 509     |
| Razlika:    |      | +2,85% | +5,54% | +11,37% |

| Ano:               | 2023 | 2024   |
| ------------------ | ---- | ------ |
| Número de pessoas: | 498  | 509    |
| Diferença:         |      | +2,20% |